# M. Chat
Pour le personnage de film, voir Le Silencieux#Distribution.
 (mars 2009).
Si vous disposez d'ouvrages ou d'articles de référence ou si vous connaissez des sites web de qualité traitant du thème abordé ici, merci de compléter l'article en donnant les références utiles à sa vérifiabilité et en les liant à la section « Notes et références ».

M. Chat dans le de Paris (79, rue du Mont-Cenis), aujourd'hui effacé.

M. CHAT (écrit ainsi en capitales et par défaut prononcé « Monsieur Chat ») est une création graphique de l'artiste franco-suisse Thoma Vuille, apparue en 1997 à Orléans dans le Loiret. Il consiste en un chat jaune orangé réalisé à la peinture acrylique. Ce personnage énigmatique arbore toujours un énorme sourire. À partir de 2003, des ailes blanches lui poussent sur le dos. Il est généralement peint sur des murs, à des endroits inaccessibles.

## Parcours
On retrouve l'image de M. Chat dans des pays européens (Angleterre, Allemagne, Espagne, Pays-Bas, Suisse, Italie, Bosnie Herzégovine...) et particulièrement en France : à Paris (plus de 80 murs peints sur l'axe Porte de Clignancourt / Porte d'Orléans), à Orléans où son créateur a fondé en 2003 l'espace d'art contemporain Galerie Wall (aujourd'hui fermé), mais aussi à Rennes, Nantes, Tours, Trouville-sur-Mer, Blois, La Rochelle, l'Île de Ré, Sète, Saint-Étienne, Hénin-Beaumont. On peut le voir aussi ailleurs dans le monde : New York, Hong Kong, Macao, Séoul, Hué, Dakar, etc.
M. Chat est le fil conducteur d'un film de Chris Marker intitulé Chats perchés en 2004, projeté au Centre Pompidou la même année. Un M. Chat gigantesque est peint pour l'occasion sur le parvis du Centre Pompidou. L'évènement est produit par Arte. Pour marquer l'évènement, le journal Libération offre une carte blanche à l'auteur, tout comme il l'avait proposé par le passé à Annette Messager ou à Philippe Starck. Un échange entre Chris Marker et Thoma Vuille conclut un article d'Annick Rivoire sur le film de Chris Marker (cf. section « Sources » ci-après).

M. CHAT en cours de création - Paris 4e.
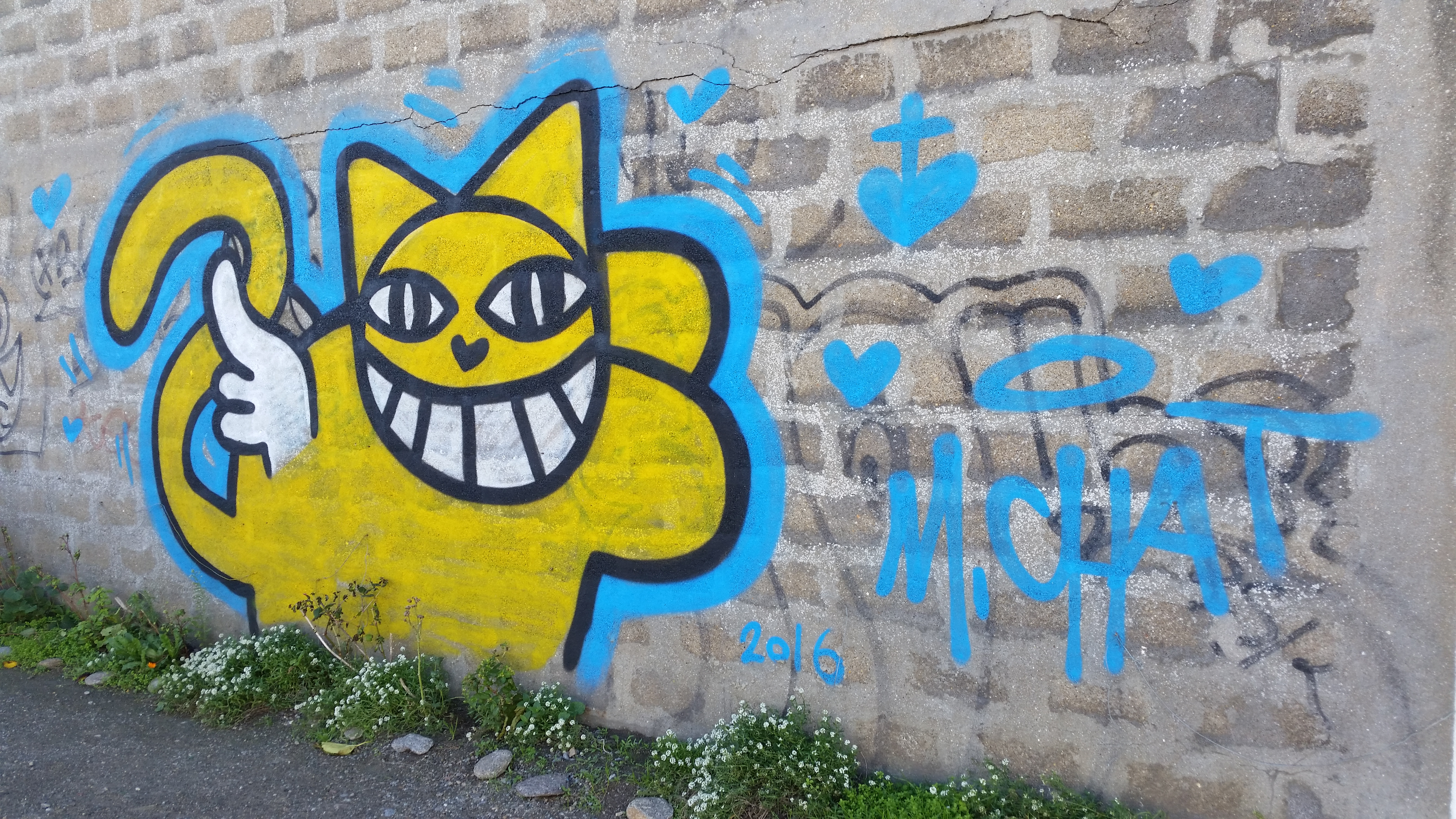
M. Chat à l'Ile d'Yeu en 2016.
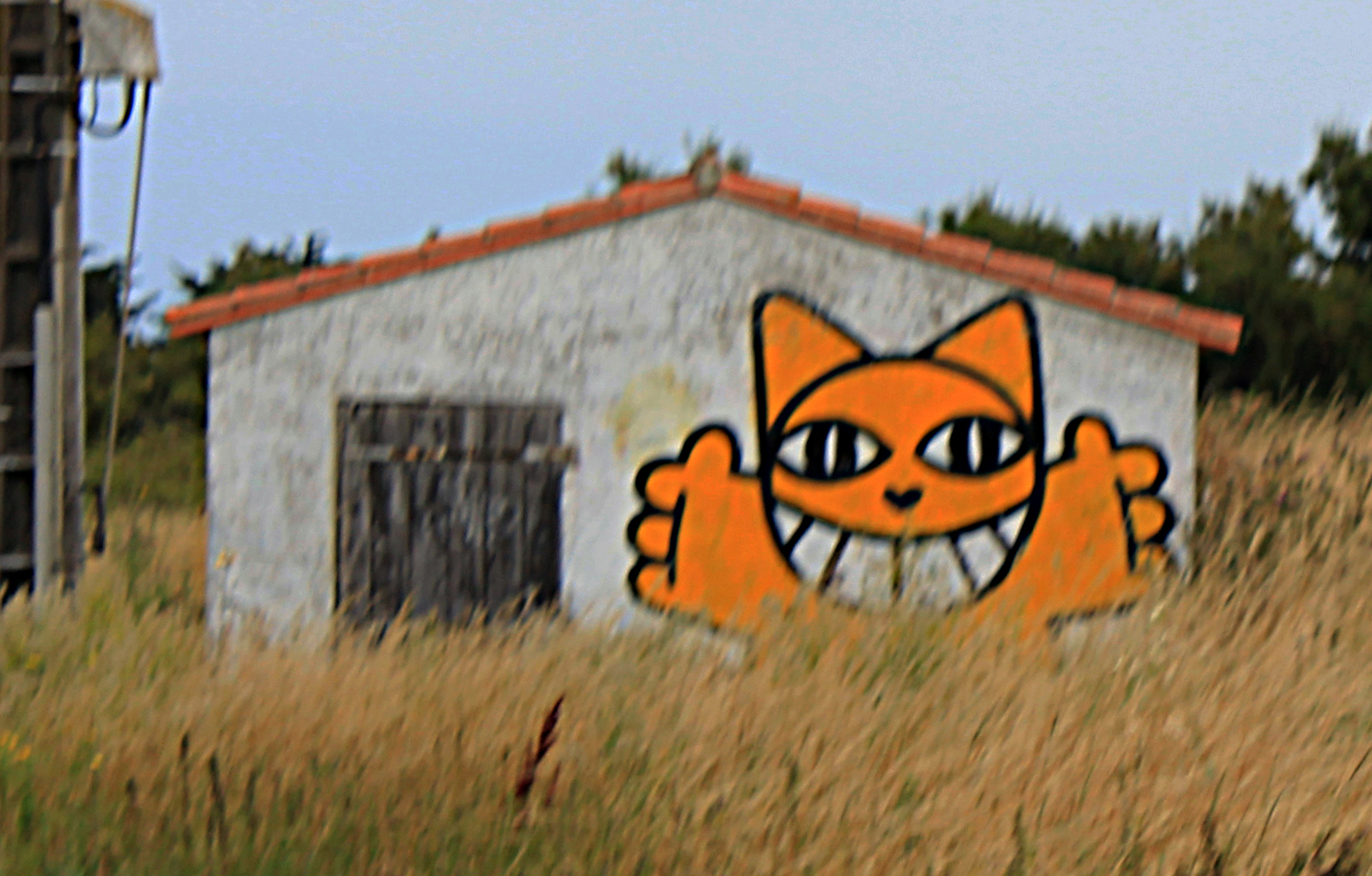
M. Chat à Saint-Clément sur l'île de Ré, sur la D735.
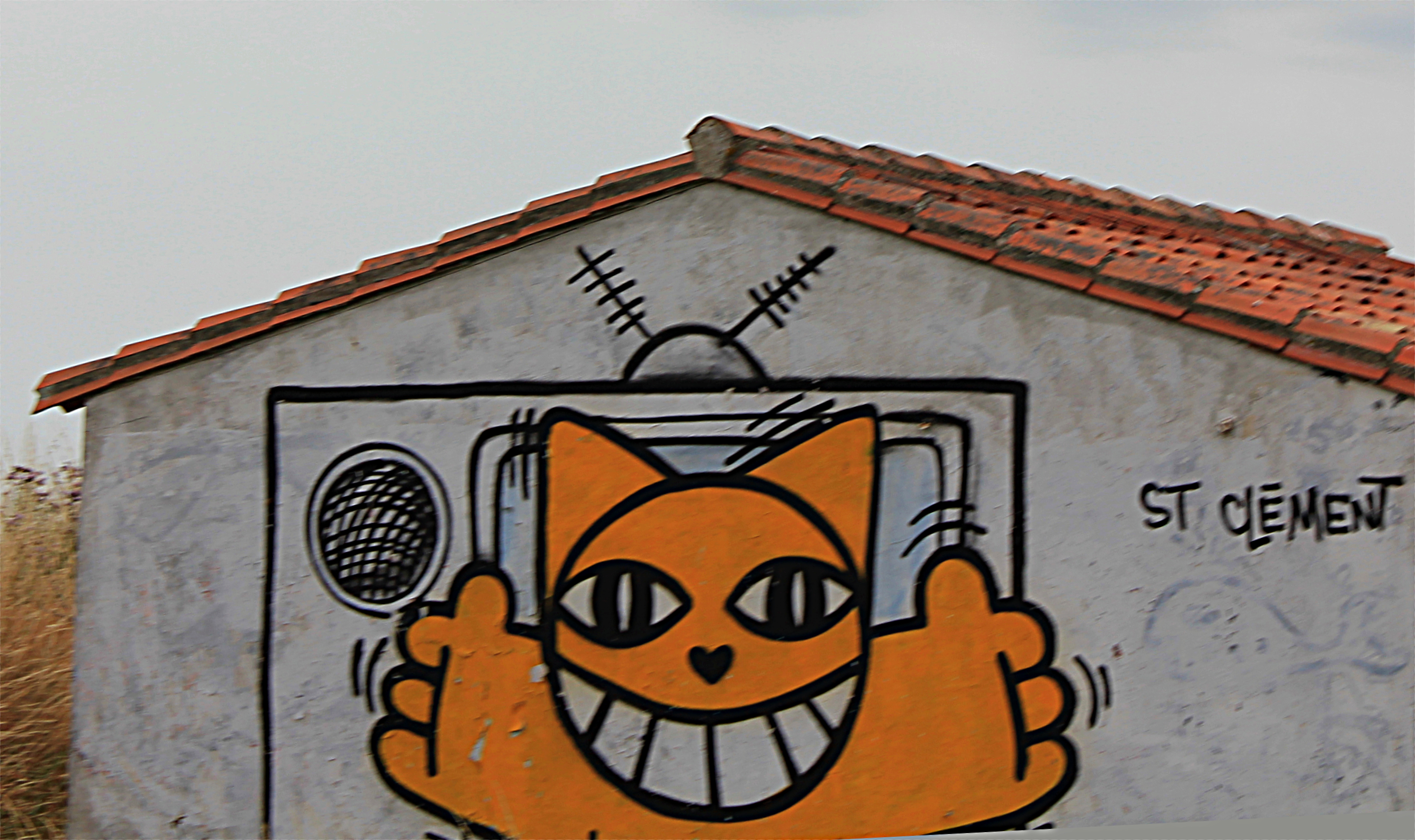
M. Chat à Saint-Clément sur l'île de Ré, sur la D735.
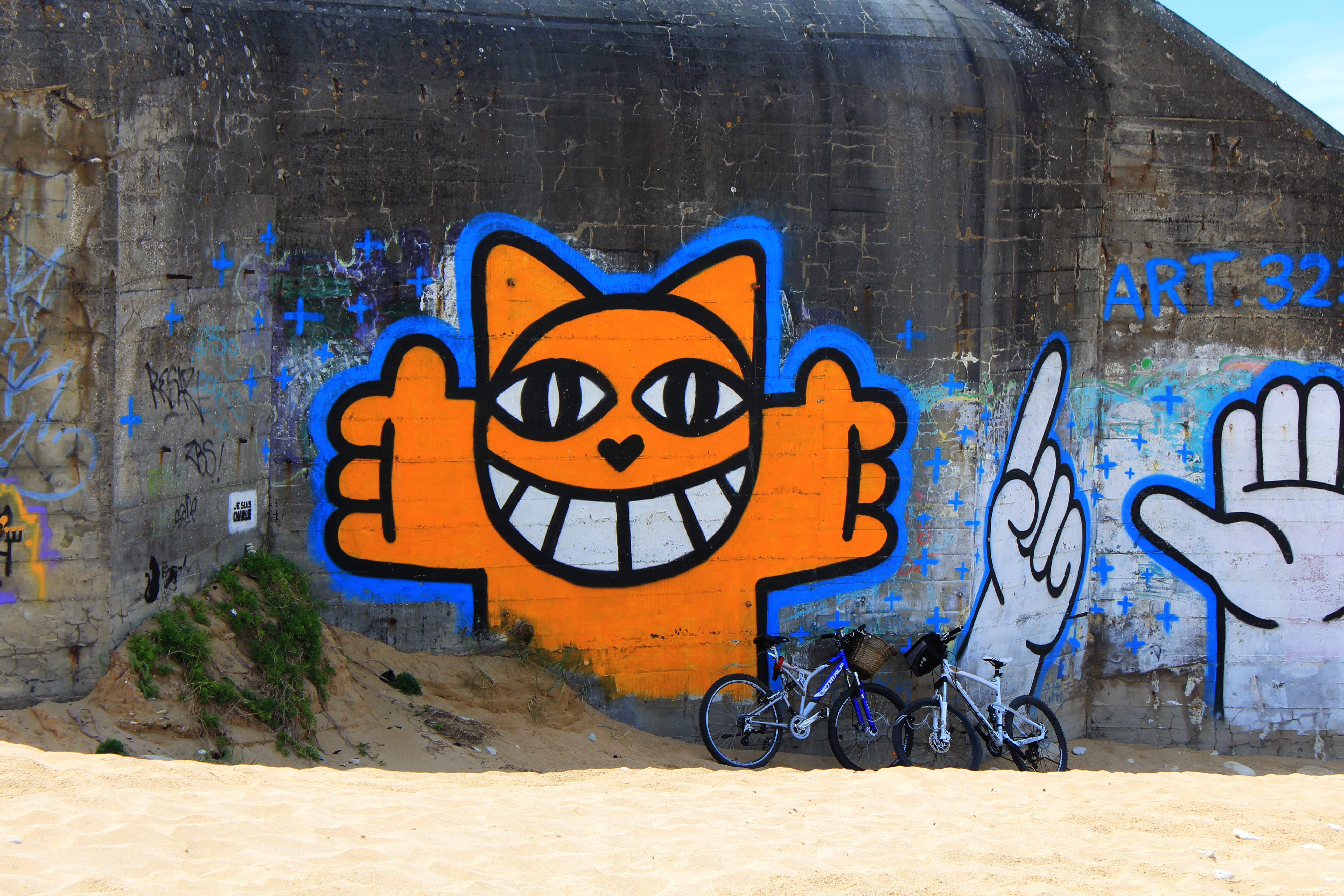
M. Chat à l'île de Ré sur un des blockhaus de la plage de La Conche à Saint-Clément-des-Baleines[2] (détruit avec le blockhaus en 2016).
M Chat réalisant une fresque à la Galerie125, à Argancy en 2021[3].
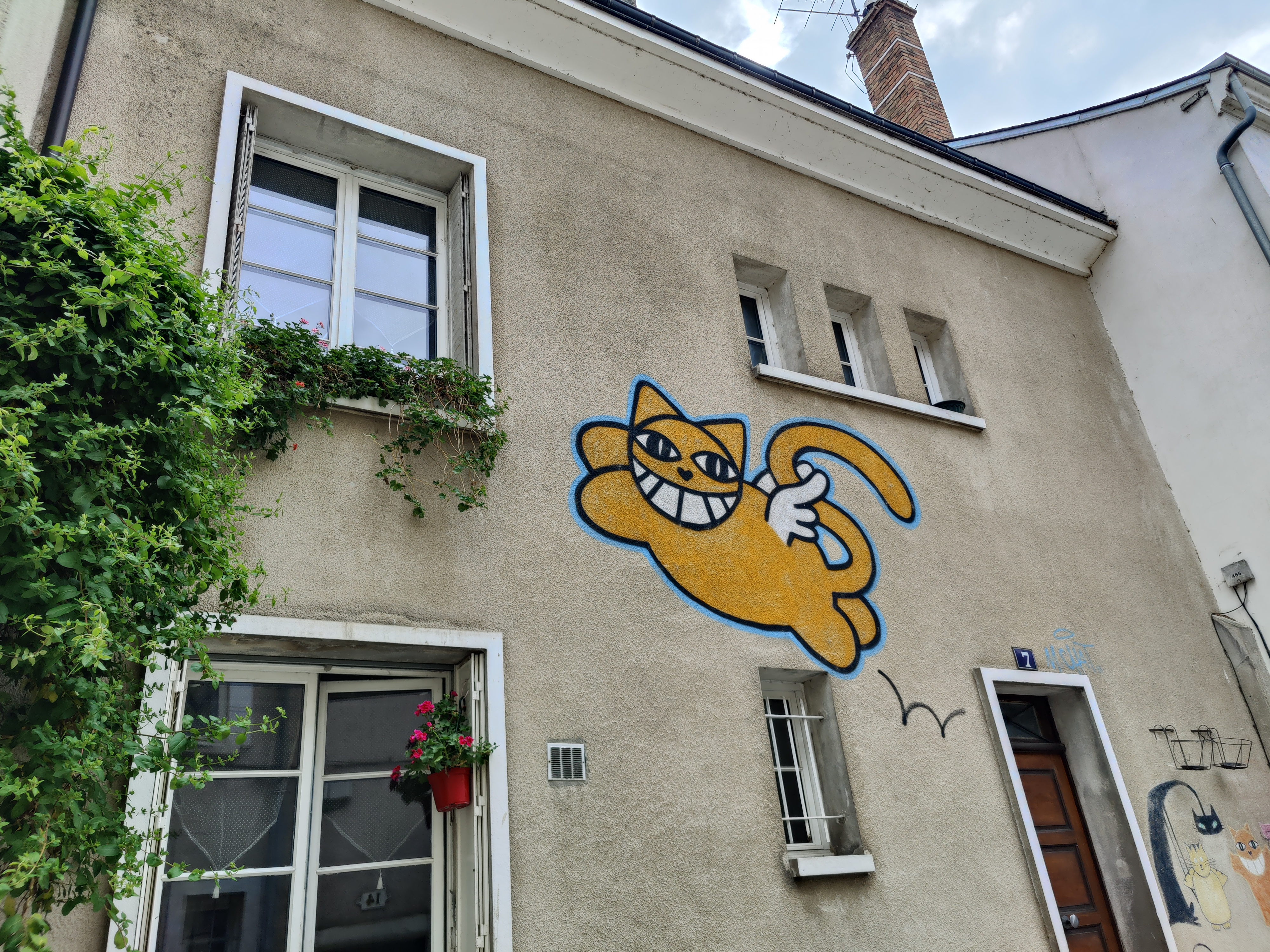
M. Chat à Orléans, fresque rue des Tanneurs.
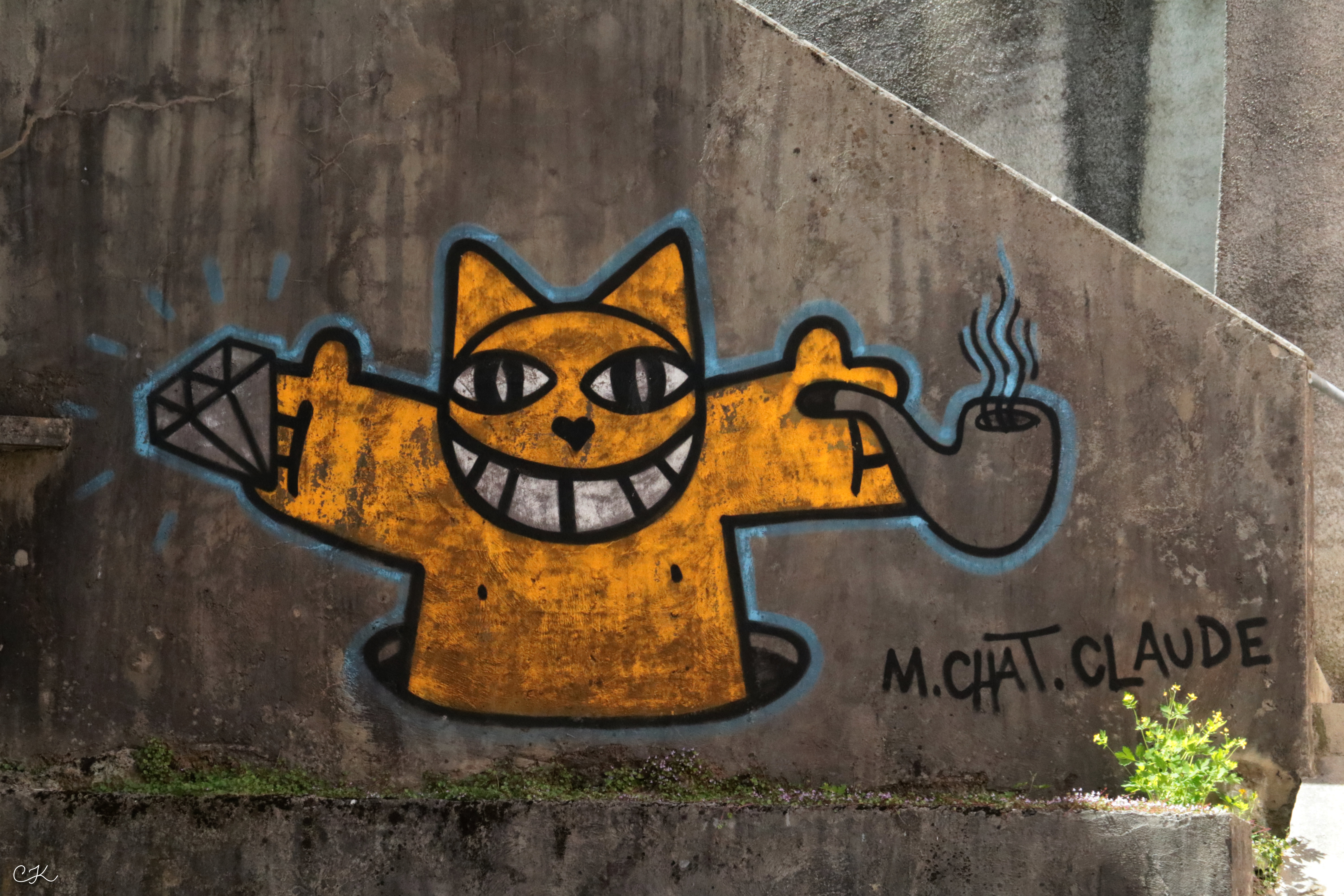
M. Chat-Claude à Saint-Claude (Jura), passerelle de la Tour.

En 2006, The case of the grinning cat est diffusé en mai 2006 à TriBeCa, Manhattan, New York. Fin mars 2007, il est arrêté par la Police municipale d'Orléans, en flagrant délit, boulevard Alexandre-Martin. Il est un condamné à une amende avec sursis, puis le 13 octobre 2016, à 500 euros d'amende par le tribunal correctionnel de Paris pour avoir peint ses félins sur les parois en travaux d'une gare parisienne. Il participe au musée du Graffiti de l'Aérosol à Paris de 2017 à 2018 pour l'exposition Maquis-art Hall of Fame.

## Historique de M. Chat
- 1997 : 
  - Apparition des M. Chat à Orléans (rue de la Croix-de-Malte et rue Adolphe-Crespin pour les deux premiers).
- 1997-2000 : 
  - Diffusion à Blois, Tours, Nantes, Rennes, Saint-Étienne, La Rochelle, l'île de Ré…
- 2000-2003 : 
  - Les M. Chat envahissent les toits de Paris.
  - En avril 2002, lors d'au moins une des manifestations spontanées se déroulant place de la Bastille à Paris à la suite du premier tour de l'élection présidentielle française, on a pu apercevoir un M. Chat sur une pancarte sous-titrée « Je ris jaune » (diffusé dans les journaux télévisés de 20 heures).
  - Apparition des pancartes M. Chat dans les manifestations, récupération par les médias nationaux.
  - Diffusion à Londres, Vienne, Genève…
- Été 2004 : 
  - Invasion de la « Street Parade » à Zurich.
- Décembre 2004 : 
  - Avant-première au Centre Pompidou du film Chats perchés, réalisé par Chris Marker.
  - Réalisation sur la Piazza : « Le plus grand Chat du monde » 30 x 50 m.
  - Numéro spécial, Chris Marker et M. Chat mettent leur pattes sur le quotidien Libération.
- 2005 :
  - Le Centre André Malraux de Sarajevo accueille douze M. Chat et un tramway en circulation.
  - M. Chat au Shadow Festival d’Amsterdam.
- 2006 : 
  - Participation à la Mayday à l’occasion du Festival du film de TriBeCa de New York.
  - Résidence au « Hong Kong Art Center ».
  - Réalisation du « Big Mao » à Macao.
  - Intervention Die Neue Galerie, à Graz (Autriche).
  - Intervention à la Maison de France, à Mayence (Allemagne).
- 2007 :
  - commande de la région Poitou-Charentes : utilisation et intervention du Chat dans le cadre de la politique culturelle « Le temps des Arts de la rue en Région Poitou-Charentes »[5].
  - février-juillet ateliers avec les enfants de l'institution Serenne, Orléans.
  - fin mars 2007, Thoma Vuille est arrêté par la police en pleine action, et a donc couvert l'animal d'un blanc uni[6] à la suite de cela.
  - septembre, Exposition Thoma Vuille Die Katze, Kunst Fabrik/Collectif CHAT, Francfort, Allemagne.
  - 6-7 octobre 2007, Nuit Blanche à la mairie du 4e arrondissement de Paris, présence à l'exposition Sortez des sentiers battus avec METAZONE & invités.
  - 4 novembre 2007, intervention lors de la Feria Internacional del Libro[7] de Santiago du Chili à l’occasion de la présentation du livre Breve historia del comic en Chile de l'écrivain chilien Omar Pérez Santiago.
  - du 18 novembre 2007 au 5 janvier 2008 à Orléans, « M Chat, X Ans », exposition urbaine pour les dix ans de M. Chat[8].
- 2008 :
  - 3-11 juin, Festival international de Hué (Viêt Nam). Peintures, installations, défilé pour carnaval enfant. (cf. vidéos L.Traon M.CHAT VIETNAM).
  - 5-15 juillet, exposition Second Hôtel, à Séoul (Corée du Sud). Vingt M. Chat peints dans tout Séoul.
  - 16-25 juillet, « Les jardins de Stolac » Centre André Malraux, à Sarajevo (Bosnie-Herzégovine). Festival dans le village de Stolac appuyé par Handicap International.
  - 1-3 août, Airvault, région Poitou-Charentes. CHAT CHAMPS de 100 × 100 m réalisé avec l'aide des exploitants agricoles locaux dans un champ de tournesol.
  - octobre, Exposition SÉOUL PLATFORM, Artsunje/Pompidou, Séoul Corée du Sud.
  - 25 octobre, peinture, bar La Jetée, Tokyo, Japon.
  - 28 octobre, Vente aux enchères Artcurial Champs-Élysées, sculpture M. Chat en acier thermolaquée, 1,50 m.
- 2009 :
  - janvier, São Paulo, Brésil année française au Brésil.
  - février, St Louis Dakar, invitation Centre culturel de Dakar, Sénégal.
  - juin, Art Bejing, Culture France, Chine.
  - 27 juin au 11 juillet, Exposition M.CHAT.VUILLE, Galerie Roy SFEIR, Paris, France.
  - aout, Résidence d'écritures, Centre André Malraux, à Sarajevo et Stolac (Bosnie-Herzégovine).
  - 17 septembre, exposition collective parrainée par Jacques Villéglé (Arsen/Mesnager/M.CHAT/Psychoze/Popof/Quik/Seen), Galerie Matigon Léadouze, Paris, France.
  - 22 octobre, exposition festival SLICK (FIAC OFF) au 104, Paris, France.
  - mi-novembre, exposition, L’Épicerie, Marseille, France.
  - No man's land exposition, Tokyo.
  - début novembre, sortie nationale : « Monsieur CHAT » le livre, à compte d'auteur aux Éditions Alternatives, retraçant le parcours de M.CHAT. VUILLE...
- 2010 :
  - M. Chat est un des personnages principaux de la série Kaeloo. Il est réanimer en 3D comme tous les autres personnages de la série.
  - M. Chat s'est installé dans la ville de Sète et, à l'occasion du festival d'art urbain et de musique K-LIVE, réalise la fresque Chat c'est toi sur la place Léon-Blum.
  - mars, M. Chat est aperçu à La Plage dans les carrières de Paris, en compagnie de Psyckoze[9].
- 2012 :
  - M. Chat se prélasse sur le mur gris du square qui jouxte la mairie d'Hénin-Beaumont[10].
  - M. Chat est amoureux sous les escaliers d'accès de la Maison des pratiques artistiques amateurs, auditorium Saint-Germain, Paris, France.
  - M. Chat autour du monde. Exposition Galerie Berthéas Saint-Étienne.
- 2013 :
  - M. Chat apparaît dans une vidéo de Norman fait des vidéos dans le but de peindre un M.Chat ailé dans son appartement. La fresque sera visible plusieurs années en arrière-plan de ses vidéos avant que Norman ne déménage.
  - M. Chat entre au musée de Saint-Claude.
- 2014
  - M. Chat apparaît à Dives-sur-Mer.
  - M. Chat apparaît à Lille.
- 2015 :
  - M. Chat apparaît à Strasbourg.
  - M. Chat apparaît à Lucheux.
  - M. Chat apparaît à Tanger, Maroc.
- 2016 :
  - M. Chat apparaît deux fois à l'Ile d'Yeu.
  - L’un des nombreux M. Chat de l’île de Ré disparaît dans la destruction des blockhaus de la plage de La Conche à Saint-Clément-des-Baleines[2].
- 2017 :
  - M. Chat apparaît sur le Mamco à Genève.
- 2018
  - M. Chat apparaît à Le Locle sur le collège des Jeannerets.
  - M. Chat expose au POPA (Porrentruy Optical Art) à Porrentruy, Jura, Suisse

## Citation
Sur le site du théâtre L'Avant-Scène à Cognac : « Le cadre de mon travail est la ville, ses rues, ses murs, et le regard de ceux qui l’habitent. J’utilise la rue et l’environnement public comme une toile, cherchant à proposer aux passants des fenêtres imaginatives et colorées. Je marque mes parcours, ceux que j’imagine naturels et poétiques dans l’espace urbain. Je cherche à créer des supports à la narration de la ville pour ses habitants, participant à la naissance et à l’échange d’une culture de proximité ».

## Galeries représentant M. Chat (Vuille)
Metz
- Galerie 125, galerie d'art à Metz[11]

Paris
- Galerie Brugier-Rigail
- Galerie Perahia

Orléans
- Galerie Gil Bastide (M. Gil Bastide)

Paris - Île de Ré
- Galerie Kahn (Georges-Michel Kahn)

Saint-Tropez
- Galerie Bel-Air Fine Art
- Galerie des Lices

Bruxelles
- Galerie Martine-Ehmer

Genève
- Galerie Bel-Air Fine Art

### Sources
- Interview de Chris Marker et Thoma Vuille par Annick Rivoire (Libération du samedi 4 décembre 2004)
- Site du théâtre L'Avant-scène à Cognac
- La République du Centre, France Bleu Orléans
- Site du Musée de l'Abbaye à Saint-Claude
- Galerie125, Galerie d'art à Metz exposant Thoma Vuille Aka M.Chat